# Linothele sexfasciata
Linothele sexfasciata är en spindelart som först beskrevs av Rita Delia Schiapelli och Gerschman 1945.  Linothele sexfasciata ingår i släktet Linothele och familjen Dipluridae.
Artens utbredningsområde är Venezuela. Inga underarter finns listade i Catalogue of Life.